# برادلي غراي
برادلي غراي (بالإنجليزية: Bradley Gray)‏ (5 يوليو 1990 بسويندون في المملكة المتحدة - ) هو لاعب كرة قدم بريطاني في مركز الهجوم. لعب مع فوريست غرين ونادي ليتون أورينت ونادي سالزبري سيتي وسانت ألبانز سيتي وهورنتشورتش ودولويتش هاملت ونادي هانجرفورد تاون وغرايز أتلاتيك ‏ وSwindon Supermarine F.C. ‏.

## وصلات خارجية
- برادلي غراي على موقع قاعدة بيانات كرة القدم.إي يو (الإنجليزية)
- برادلي غراي على موقع Soccerbase.com (لاعب) (الإنجليزية)